# بنی‌بکر

قهرمانان قبیله بکر در جنگ بسوس

بنی‌بکر که بکر بن وائل قبیله‌ای از قبیله ربیعهٔ بصره بودند که در صدر اسلام در منطقهٔ بین‌النهرین ساکن بودند. نسب این قبیله به (بکر بن وائل بن قاسط بن هنب بن أفصی بن دعمی بن جدیلة ابن أسد بن ربیعة بن نزار بن معد بن عدنان ) می‌رسد.

## قبائل بکر بن وائل
قبیلهٔ بنی شیبان
قبیلهٔ بنی حنیفه
قبیلهٔ بنی قیس بن ثعلبه
قبیلهٔ بنی عجل
قبیلهٔ بنی یشکُر

## تاریخ

### جنگ بسوس
دو قبیله بزرگ ایل ربیعه، تغلب و بکر بودند. جنگ خونینی بین این دو قبیله مابین سالهای (۴۹۴ _ ۵۳۴) میلادی رخ داد که مدت ۴۰ سال به درازی انجامید که به جنگ بسوس مشهور است.
این جنگ به سبب شتری اتفاق افتاد، این شتر تعلق داشت به زنی به نام (البسوس بنت منقذ) خالهٔ جساس بن مرة بکری از قبیله بنی‌بکر، جساس به خون‌خواهی شتر خاله‌اش (البسوس) کلیب بن ربیعه تغلبی، از بزرگان قبیلهٔ تغلب به قتل می‌رساند، برادر کلیب زیر سالم (المهلهل) به خونخواهی برادر کلیب جنگ آغاز می‌کند و پس از چهل سال هنگامی که قبیلهٔ تغلب بن وائل بر قبیلهٔ بکر بن وائل پیروز می‌شوند جنگ پایان می‌یابد. در این جنگ هزاران نفر و از بزرگان و از سران دو قبیلهٔ (بکر) و (تغلب) کشته می‌شوند.
دیاربکر در جنوب ترکیه امروزی نام خود را از قبیله بکر بن وائل دارد زیرا ایشان پس از شکست در برابر قبیله تغلب، به شهر آمِد شدند که در آن زمان بیشتر باشندگانش آشوری و ارمنی بودند.

### ذی قار
این قبایل در جنگ ذوقار با یکدیگر متحد شده و با سپاه خسرو پرویز جنگیدند. این جنگ نخستین جنگ بین اعراب و ایرانیان بود که با پیروزی قبایل عرب خاتمه یافت.

### سعودی‌ها
سعود یکم از قبیلهٔ بنی حنیفه بود.